# Diana Ross Presents The Jackson 5
Diana Ross Presents The Jackson 5 is het eerste studioalbum van de Amerikaanse band The Jackson 5. Motown bracht het album op 18 december 1969 uit. Al enkele maanden na de uitgave van het album waren de leden van The Jackson 5 wereldberoemd.

## Tracklist
| Nr. | Titel                           | Schrijver(s)              | Zangers                                                         | Duur |
| --- | ------------------------------- | ------------------------- | --------------------------------------------------------------- | ---- |
| 1.  | Zip-a-Dee-Doo-Dah               | Ray Gilbert, Allie Wrubel | Michael Jackson, Tito Jackson                                   | 3:18 |
| 2.  | Nobody                          | The Corporation           | Michael Jackson, Jermaine Jackson                               | 2:54 |
| 3.  | I Want You Back                 | The Corporation           | Michael Jackson, Jermaine Jackson, Jackie Jackson, Tito Jackson | 3:04 |
| 4.  | Can You Remember                | Thom Bell, William Hart   | Michael Jackson                                                 | 3:10 |
| 5.  | Standing in the Shadows of Love | Holland-Dozier-Holland    | Michael Jackson, Jermaine Jackson                               | 4:06 |
| 6.  | You've Changed                  | Gordon Keith              | Michael Jackson                                                 | 3:16 |

| Nr. | Titel                                        | Schrijver(s)                              | Zangers                                            | Duur |
| --- | -------------------------------------------- | ----------------------------------------- | -------------------------------------------------- | ---- |
| 1.  | My Cherie Amour                              | Stevie Wonder, Sylvia Moy, Hank Cosby     | Jermaine Jackson                                   | 3:44 |
| 2.  | Who's Lovin' You                             | Smokey Robinson                           | Michael Jackson                                    | 4:06 |
| 3.  | Chained                                      | Frank Wilson                              | Michael Jackson, Jermaine Jackson                  | 2:54 |
| 4.  | (I Know) I'm Losing You (recorded July 1969) | Norman Whitfield, Edward Holland          | Jermaine Jackson                                   | 2:16 |
| 5.  | Stand!                                       | Sylvester Stewart                         | Michael Jackson, Marlon Jackson & Jermaine Jackson | 2:30 |
| 6.  | Born to Love You                             | Ivy Jo Hunter, William "Mickey" Stevenson | Michael Jackson, Jermaine Jackson                  | 2:38 |

Op de eerste drukken van het album staat "Reach Out, I'll Be There" genoemd. Het nummer werd echter voor de druk vervangen door "Born to Love You".

## Outtakes
Enkele nummers werden opgenomen voor het album, maar kwamen er niet op:
- "To Sir, with Love"
- "Oh, I've Been Blessed"
- "Sunny Boy"
- "You Can't Hurry Love"
- "You've Really Got a Hold on Me"
- "Twenty-Five Miles"
- "La-La Means I Love You"